# Gaspar de Paratge
Gaspar de Paratge (?-1559) fou abat del monestir Sant Quirze de Colera entre 1549 i 1559. Se sap que el 13 d'abril de 1549 va signar un establiment de dret de pastura del terme de Colera a Joan Riusech, pel qual aquest havia de pagar 40 lliures de Barcelona, el delme i la primícia dels fruits i l'abat reservava el domini directe i jurisdiccional del terme, així com del delme del peix.
Segons l'heraldista Francesc d'Assís Ferrer l'escut de Gaspar de Paratge extret d'un segell seu és d'atzur, amb una torre de plata oberta del camp i acostada per dos lleons rampants d'or.